# Elymus elongatus
Elymus elongatus é uma espécie de planta com flor pertencente à família Poaceae. 
A autoridade científica da espécie é (Host) Runemark, tendo sido publicada em Hereditas; genetiskt arkiv. 70(2): 156. 1972.

## Portugal
Trata-se de uma espécie presente no território português, nomeadamente em Portugal Continental.
Em termos de naturalidade é nativa da região atrás indicada.

## Protecção
Não se encontra protegida por legislação portuguesa ou da Comunidade Europeia.